# Щ-9378/23к
Щ-9378/23к (также Ш9089/35-36а) — серия кирпичных точечных многоэтажек брежневского периода. Изначально строились как общежития. Имели крестовидную форму в плане, в отделке экстерьера широко использовался красный цвет, а торцы дома имели характерную вертикальную полоску из узких окон.  

## Описание
Здания Щ-9378/23к — в плане точечные 13-14-15-этажные здания, состоящие из четырёх разноэтажных блоков. На первом этаже расположены коммерческие помещения. Лестнично-лифтовой блок включает в себя три лифта — два пассажирских и один грузопассажирский, два  мусоропровода и две лестницы — стандартная и незадымляемая с выходом на крышу. На всех жилых этажах имеется большой застеклённый холл и четыре блока на пять и на шесть комнат. В каждом блоке имеются три раковины и два туалета, а на некоторых этажах имелась комната с умывальником и бидэ. Вместо ванной - сточные душевые и предусмотрены два больших помывочных пункта на первом и втором  этажах.
С 2001 года общежития серии массово передавались в жилой фонд. Первоначально эксперименту подверглись 20 домов в Выборгском районе. При этом перепланировка не производилась — квартиры становились коммунальными. Нумерация квартир идёт по такому принципу: «блок = квартира». Таким образом, в доме всего 15 или 30 квартир. Недостатки были существенными: одна кухня, три раковины на 11 комнат.
Позже в жилой фонд стали переводиться многие петербургские общежития самых разных серий. Последние здания были переданы в жилой фонд в 2010 году. Четная серия квартир разделена стеклянным холом , который не является собственностью.

## Распространение
Дома серии построены в Санкт-Петербурге (82 здания, ещё 8 в Колпино), по одному зданию в Перми и Харькове.

### Фотогалереи и базы данных
- Список домов серии 9378/23к.